# Stadttheater Minden

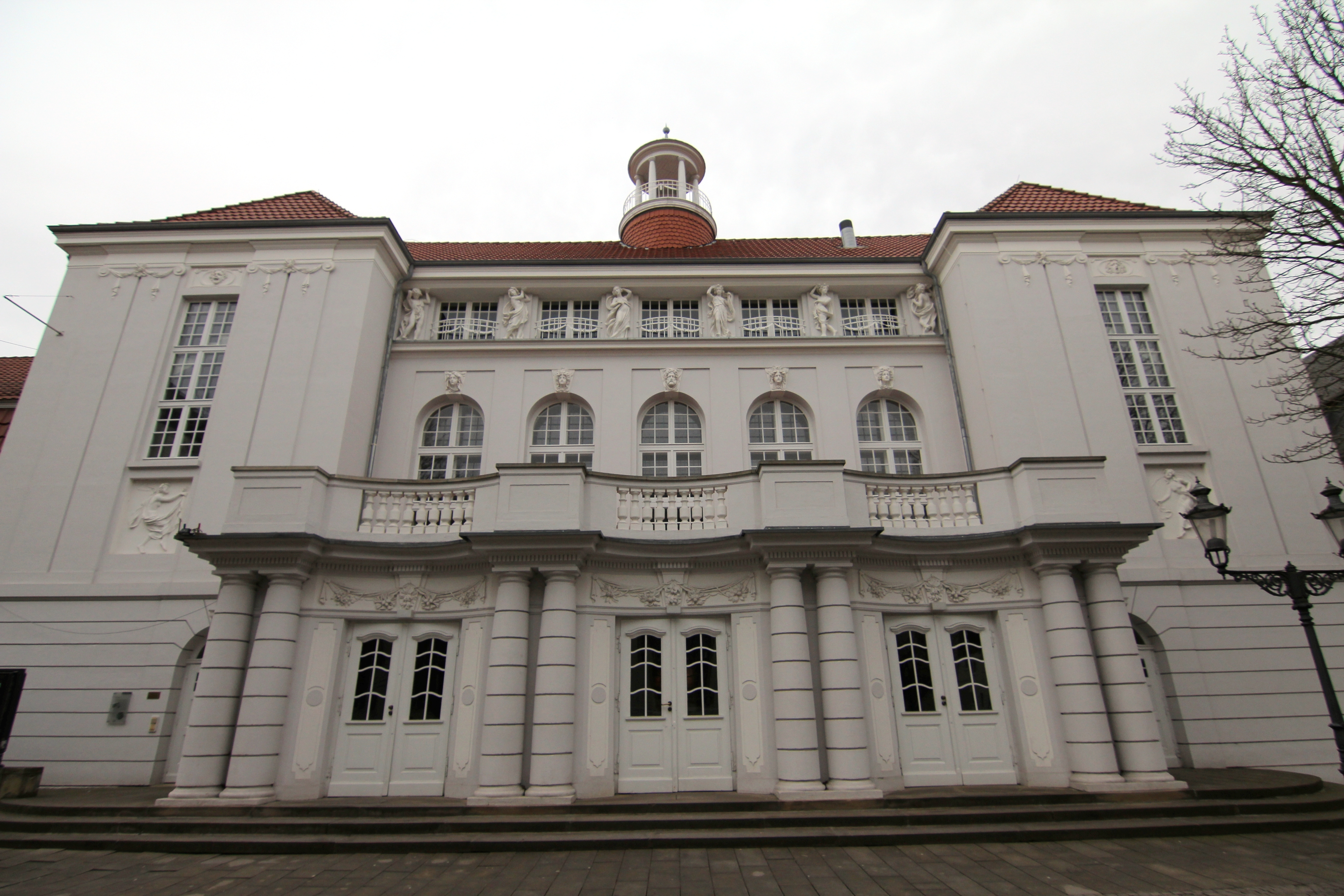
Stadttheater Minden

Das Stadttheater Minden ist ein Rangtheater in der ostwestfälischen Stadt Minden im Kreis Minden-Lübbecke.

## Geschichte
Das Theater wurde in den Jahren 1906 bis 1908 in neobarocker Form erbaut, der Entwurf stammt von den Architekten August Kersten (Stadtbaumeister in Minden) und Paul Kanold. Die äußere Fassade ist verputzt und stellt Bezüge zum friderizianischen Barock dar. Im gleichen Baustil wurden auch das Gebäude der Bezirksregierung Minden und das Landratsamt des Kreises Minden in unmittelbarer Nachbarschaft errichtet. Das Theater verfügt über 535 Sitzplätze.
Am 1. Oktober 1908 wurde das Stadttheater eröffnet, als erstes Stück wurde Goethes Iphigenie auf Tauris aufgeführt. Das Theater verfügt über kein eigenes Ensemble, produziert aber Eigenproduktionen. Es dient als Spielstätte für Tourneetheater und wird auch als Konzertsaal genutzt; so gastiert dort regelmäßig die Nordwestdeutsche Philharmonie.
Im September des Jahres 1998 wurde die Oper Friedrich und Katte von Wolfgang Knuth am Mindener Stadttheater uraufgeführt. Diese Oper wurde eigens zum 1200-jährigen Stadtjubiläum geschrieben.
Am 15. November 2008 wurde das 100-jährige Gründungsjubiläum gefeiert.
Opern von Richard Wagner kommen als Eigenproduktionen des Stadttheaters, des Richard-Wagner-Verbandes und der NWD auf den Spielplan. Im Frühjahr 1999 wurde im Mindener Richard-Wagner-Verband die Idee zur Fortsetzung eigens in Minden inszenierter Opern geboren. Erstes Projekt war Der Fliegende Holländer.
Das „Holländer“-Projekt erregte bundesweit Aufmerksamkeit. Unter dem Dirigenten Frank Beermann (u. a. Generalmusikdirektor in Chemnitz) sangen unter anderem Anne Schwanewilms (Senta) und Urban Malmberg (Holländer). Bei der von Holger Müller-Brandes (Regie) und Hans-Peter Korth geschaffenen Inszenierung saß das Orchester auf der Bühne.
2005 wurde unter der Regie von Keith Warner Richard Wagners vierstündiges Opus Tannhäuser aufgeführt. Frank Beermann dirigierte, John Pierce sang den Tannhäuser, Andreas Hörl den Landgrafen, Heiko Trinsinger den Wolfram. In der Premiere gab Anne Schwanewilms die Elisabeth.
2009 folgte Lohengrin in einer Inszenierung von John Dew.
2010 wurde Andrea Krauledat als Intendantin und Viola Schneider als Theaterpädagogin im Stadttheater Minden engagiert.
2011 hat das Stadttheater Minden und Theater im Park Bad Oeynhausen eine Kooperation in Bezug auf die TheaterCard 25 beschlossen, die an diesem Zeitpunkt gemeinsam für beide Theater genutzt werden kann.
2011 feierte die erste Koproduktion mit dem Theater im Park in Bad Oeynhausen: „Ladies Night – Ganz oder gar nicht“, Komödie von Stephen Sinclair und Anthony McCarten in der Regie von Andrea Krauledat mit Gregor Eckert, Alois Moyo, Armin Sengenberger, Matthias Simon, Gerd Lukas Storzer u. a. erfolgreich Premiere. Ebenso die Satire von Werner Hahn „Hey Boss, hier bin ich!“ – die erste mobile Jugendtheaterproduktion des Stadttheater Minden mit Aimée Goepfert, Gregor Eckert, Robert von Marck in der Regie von Andrea Krauledat und Viola Schneider.
2012 wurde Tristan und Isolde unter der Regie von Matthias von Stegmann als Gemeinschaftsprojekt des Richard-Wagner-Verbandes Minden, des Stadttheaters Minden und der Nordwestdeutschen Philharmonie aufgeführt. In den Hauptpartien sangen Dara Hobbs und Andreas Schager.
2014 findet das erste professionelle Jugendtheaterprojekt „Romeo und Julia – Out With Love“ – eine Gemeinschaftsproduktion der Kurt-Tucholsky-Gesamtschule und des Stadttheaters Minden auf der Hauptbühne des Stadttheaters statt. Regie: Viola Schneider / Andrea Krauledat.
2015/2016 folgen zwei neue professionelle Bearbeitungen von klassischen Stoffen in Zusammenarbeit mit Jugendlichen auf der großen Bühne des Stadttheaters. „Die Räuber“ von Friedrich Schiller in Kooperation mit dem Ratsgymnasium Minden und mit dem Jugendclub t3 „Die Nibelungen“ von Moritz Rinke. Heutiges, modernes Theater von und für Jugendliche in Minden. Beide Produktionen werden auch zusätzlich in der Reihe „Six-Pack“ der Saison in 15/16 gezeigt.
2015 Start des viel diskutierten „RING“ – Zyklus im Stadttheater Minden mit „Rheingold“ als erste Premiere unter der Regie von Gerd Heinz und der musikalischen Leitung von Frank Beermann als Koproduktion des Richard Wagner Verbandes, der Nordwestdeutschen Philharmonie und des Stadttheaters Minden. Die Sänger-Besetzung der Mindener RHEINGOLD-Produktion ist hochkarätig. Renatus Meszar singt den Wotan. Loge singt Thomas Mohr, Alberich ist Heiko Trinsinger, der in Minden bereits in „Tannhäuser“ und „Lohengrin“ mitgewirkt hat. Fricka ist Kathrin Göring, Julia Bauer Freia. Die Riesen Fasolt und Fafner Till Faveyts und James Moellenhoff. Erda ist Evelyn Krahe. Dan Karlström hat den Mime verkörpert.
2016 Premiere von „Die Walküre“ Oper von Richard Wagner aus dem Zyklus „Der Ring des Nibelungen“ Produktion: Stadttheater Minden, Richard Wagner Verband Minden und Nordwestdeutsche Philharmonie. In den Hauptrollen u. a. Magdalena Anna Hofmann als Sieglinde und Dara Hobbs, die Mindener „Isolde“ von 2012, als Brünnhilde. Bei den Walküren sind u. a. Dorothea Winkel und Yvonne Berg. Den Siegmund singt Thomas Mohr.
2017 fand im Februar erstmals in NRW „Das neue Wir“ – ein Konvent zur Stadtgesellschaft im Wandel in allen Räumen des Stadttheater Minden mit Diskussionsrunden, Begegnungsmöglichkeiten, vielfältiger Kontakt- und Austauschbörse, Workshops und Impulsvorträgen statt. Diese Veranstaltung wurde u. a. vom Ministerium für Familie, Kinder, Jugend, Kultur und Sport des Landes Nordrhein-Westfalen, dem Kultursekretariat NRW Gütersloh, den Bildungspartner Minden/Soziale Initiative der Mindener Wirtschaft, Flüchtlingspartner Minden und GreenFairPlanet aus Minden unterstützt. Über 2.500 Menschen wurden an drei Tagen im Stadttheater gezählt. Neue Formen der Begegnung kamen zum Einsatz und es wurde Kultur in vielfältigen Formen geboten. Bewusst wurde das Theater als Forum, Treffpunkt und Schauplatz ausgewählt.
Das Projekt mit unbegleiteten Geflüchteten „Blick nach vorn“, das speziell für „Das neue Wir“ – Wochenende von der Gruppe um Regisseur Canip Gündogdu, Theaterpädagogin Viola Schneider und Musiker Daniel Mandolini entwickelt wurde, ist mehrmals ausgezeichnet worden und zu den Berliner Festspielen im Mai 2017 eingeladen worden. Im Rahmen dieses bundesweit ausgeschriebenen Wettbewerbs wurden aus rund 110 Bewerbungen acht Siegergruppen ausgesucht, die zum Abschluss des Wettbewerbs zum einwöchigen Theatertreffen nach Berlin zum Theatertreffen der Jugend eingeladen wurden. Zusätzlich ist „Blick nach vorn“ des Stadttheater Minden für das 27. Bundestreffen „Jugendclubs an Theatern“ im Oktober 2017 an das Theater Bremen eingeladen worden.

## Leiter des Stadttheaters
- Leo Walter Stein[21]
- 1910–1917: Karl Ulrichs[22]
- Carl Paulsen[21]
- Max Mathay[21]
- 1945–1966: Wilhelm Kahre[21]
- 1966: Friedrich Wilhelm Steffen (kommissarisch)
- 1967–1992 Hans-Joachim Stahlhut[21]
- 1992–2010: Bertram Schulte (Intendant)[21]
- 2010: Andrea Krauledat (Intendantin)[23]